# Ossaín
Osanyin, Ossaniyn, Ossain, Ossaín, Osain, Ozain u Ozaín es una de las deidades de la religión yoruba. En la Santería sincretiza con San Silvestre. Miguel Arcangel. También es conocido como Ossanhe u Ossanha en los cultos afrobrasileros.

## El Orisha
Su culto proviene de tierra Takua, Yesá y Òyó.
Osain es un Orisha del Panteón yoruba. Es quien rige la naturaleza siendo en sí la naturaleza misma. En el ser humano está posicionado en la parte izquierda del cuerpo. Los conocimientos de Osain se utilizan para salvar la vida y fortalecerse para la guerra, Osain aleja la muerte.
Médico, dueño y sabio de todos los secretos de la naturaleza. Es conocedor de todas las plantas, animales y minerales.
Orisha adivino.
Todos los practicantes  de la religión sean Oshas u Orishas tienen un Osain, como también lo tienen los Oddúm del oráculo de Ifá y las circunstancias de la vida. Hay que contar con él para cualquier consagración, ya que siempre hay que usar hierbas y plantas.
Sus Omo (hijos) son llamados Adajunshe o Ossainistas y estos deben conocer todas las propiedades de los Ewes y los cantos sagrados utilizados para hacer los omieros en el Yoko Osha o Kari Osha.
Osain no se hace directamente a la cabeza, su culto es de los Babalawós y los Oloshas lo reciben pero no lo entregan.
Es una de las energías más importantes de la Osha, pues está presente en los Yoko Osha, Ebbos, comidas del Orisha o simplemente al lavar collares.
Los Adajunshe o Ossainistas pueden ser de ambos sexos, pero las mujeres deben esperar hasta la menopausia para recibirlo y participar de sus ceremonias. Osain custodia los tambores Batá. Es el que consigue el ashé para Orula. Su nombre completo es Osain Aguenegui Aguaddo y Kurí Kurí, aunque también se le conoce como Osain Agguchuiye.
Osain es un gran amigo de Oggún y de Oshosi por la relación de estos con la floresta.

## Familia
Es Igbamole y vino al mundo por mandato de Olodumare.

## Ofrendas
Se le ofrenda tabaco, al igual que maíz.

## Diloggún
Obbara -Oddí (6-7) y Oddí-Obbara (7-6)

## Caminos
Osaín Obióta.
Osaín Tolá.
Osaín Ra.
Osaín Fumagé.
Osaín Seká.
Osaín Oguniké.
Osaín Tunesé.
Osaín Molé.
Osaín Bemarun.Osaín Agé.
Osaín Bi.
Osaín Ajube.
Osaín Beremi.
Osaín Oloógun.
Osaín Dompé.
Osaín Getemá.